# Manish Pandey
Manish Krishnanand Pandey (Hindi मनीष कृष्णानंद पांडेय; * 10. September 1989 in Nainital, Indien) ist ein indischer Cricketspieler, der zwischen 2015 und 2020 für die indische Nationalmannschaft spielte.

## Kindheit und Ausbildung
Pandeys Vater war bei der indischen Armee und so wechselte er mehrfach den Standort innerhalb Indiens. Daher besuchte er die Kendriya Vidyalaya Sangathan. So hatte er in seiner Schulzeit je nach Standort unterschiedlichen Kontakt zu Cricket. In Bangalore stieg er dann für Karnataka in die U17-Mannschaft auf und entwickelte sich von dort weiter. Er war dann Teil der indischen U19-Nationalmannschaft.

## Aktive Karriere
Pandey gab sein First-Class-Debüt für Karnataka in der Saison 2008/09. In der Indian Premier League 2009 erzielte er ein Century für die Royal Challengers Bangalore und machte so auf sich aufmerksam. In der Folge half er Karnataka unter anderem das Double-Tripple zu gewinnen, als sie in der Saison 2013/14 (Ranji Trophy, Vijay Hazare Trophy und Syed Mushtaq Ali Trophy) und 2014/15 (Ranji Trophy, Vijay Hazare Trophy und Syed Mushtaq Ali Trophy) jeweils das Tripple aus den drei indischen Meisterschaften gewannen. So wurde er für die Selektoren interessant und gab im Juli 2015 in Simbabwe sein Nationalmannschafts-Debüt. In seinem ersten ODI erzielte er ein Fifty über 71 Runs und auch folgte hier sein Twenty20-Debüt. Im Januar 2016 erreichte er in den ODIs in Australien ein Century über 104* Runs aus 81 Bällen, wofür er als Spieler des Spiels ausgezeichnet wurde. Kurz darauf wurde er dann jedoch nicht für den ICC World Twenty20 2016 nominiert. Als sich Yuvraj Singh verletzte, erfolgte die Nachnominierung von Panday. Er spielte im Halbfinale gegen die West Indies, was Indien jedoch verlor.
Nach einer Bauchmuskelverletzung musste er die ICC Champions Trophy 2017 absagen und wurde durch Dinesh Karthik ersetzt. Zum Ende der Saison reiste er mit dem Team nach Sri Lanka, wo ihm je ein Fifty in den ODIs (50* Runs) und Twenty20s (51* Runs) gelang. Im Februar 2018 konnte er ein weiteres Fifty über 79* Runs in der Twenty20-Serie in Südafrika erzielen. Daraufhin spielte er in den indischen Reservemannschaften und fiel aus dem ODI-Kader. Im Dezember 2018 übernahm er die Kapitänsrolle für Karnataka in allen Formaten. Nachdem er bei der Vijay Hazare Trophy 2019/20 herausragen konnte, kam er noch mal zurück ins ODI-Team. Auch gewann er mit Karnataka die Syed Mushtaq Ali Trophy 2019/20. Im Januar 2020 erzielte er noch ein Mal ein Fifty (50* Runs) in den Twenty20s in Neuseeland. Doch bestritt er dann im Dezember 2020 sein letztes Twenty20 in Australien und im Juli 2021 sein letztes ODI in Sri Lanka.